# CC Belgica

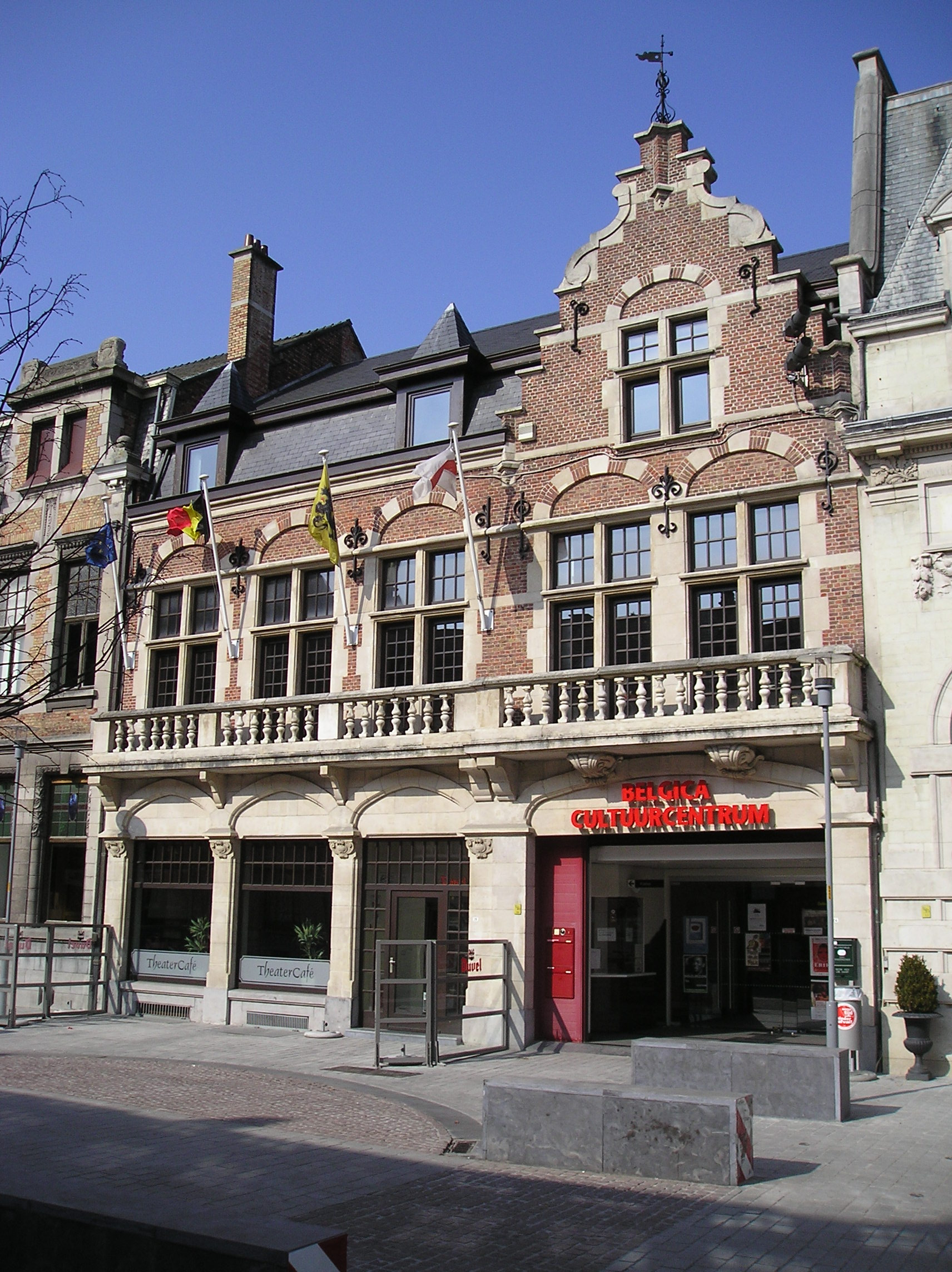
Cultuurcentrum Belgica

CC Belgica is het cultureel centrum van de stad Dendermonde. Het werd officieel geopend op 14 september 1996.

## Geschiedenis
In de jaren 20 liet de NV Burgerskring in de Kerkstraat een gebouw optrekken op de plaats waar voordien de woning stond van de voormalige burgemeester, minister en olieslager Leo De Bruyn. Het nieuwe pand, naar plannen van stadsarchitect Ferdinand De Ruddere, omvatte onder meer een brasserie en een schouwburg, die elk van een eigen toegang werden voorzien. Het pand kreeg de naam Cinema Belgica, naar een ballon die eerder in de jaren 20 te Dendermonde was opgelaten tijdens de kermis.
Vanaf 1928 werden er in de schouwburg van Cinema Belgica toneelstukken opgevoerd en muziekvoorstellingen gegeven. In de bovenste zalen werden er ook films vertoond. In de beginjaren waren dit stomme films die door een orkest van muziek werden voorzien. In 1930 werd de naam gewijzigd in Ciné-Theater Belgica. Van 1934 tot 1944 droeg het de naam Kinema Belgica. Na de oorlog, in 1945, werd de naam Ciné Belgika. Deze naam bleef in gebruik tot de bioscoop in 1984 de deuren sloot en het pand door de stad Dendermonde werd gekocht.
Het Dendermonds stadsbestuur liet, wegens geldgebrek, het pand vervolgens leegstaan tot het in 1996, na aanpassing- en uitbreidingswerken werd geopend als CC Belgica. Van 2020 tot 2022 werd CC Belgica grondig verbouwd. Het naburige historisch pand, het Huis Van Winckel, werd in CC Belgica geïncorporeerd.

## Belgica BiS
in 2015 werd de zaal Steenpoort, in de voormalige gebouwen van het Sint-Blasiusgasthuis in dezelfde straat, omgebouwd tot een concertzaal die in oktober dat jaar werd geopend als Belgica BiS.